# Џастин Единбург
Џастин Чарлс Единбург (енгл. Justin Charles Edinburgh; 18. децембар 1969 — 8. јун 2019) био је енглески фудбалер и фудбалски тренер. Највећи део своје каријере провео је у Тотенхему. Преминуо је у 50. години од последица срчаног удара.